# Churrasco
Churrasco es una palabra que denomina a un corte específico de carne destinado a la parrilla.
En Argentina y en Uruguay denomina un filete de carne vacuna de grosor variable destinado a una persona cocinado sobre una plancha o una parrilla. En Brasil y Guatemala, denomina a la cocción de una variedad de carnes (vacuna, pollo, cerdo) sobre una parrilla. En España denomina a un despiece que se obtiene de la falda de la ternera o cerdo cortada transversalmente y no siguiendo la forma de la costilla, cocinada en una parrilla o sobre una plancha. En Chile denomina a un sandwich hecho con un filete o lonjas finas de carne vacuna cocinadas a la plancha, con palta y tomate. En Ecuador es un plato que consiste en un filete de carne asada o frita, acompañada de huevo frito, papas fritas, plátanos maduros, ensalada y aguacate.
El churrasco es el trozo de carne a la plancha o «asado a la parrilla» en Argentina y Uruguay ("el Río de la Plata"). Cuando se hace a la parrilla es llamado "parrillada"  o «barbacoa» en otros países hispanohablantes. La palabra churrasco es de origen español y deriva del verbo churrar, de origen onomatopéyico. Ya se encontraba presente en el castellano hacia 1495.

## Descripción

### Argentina
En Argentina, la palabra «churrasco» denomina a un filete de carne vacuna tierna, cocida a la plancha o en una parrilla sobre brasas.
El churrasco argentino suele cocinarse sobre una plancha acanalada, muy caliente, durante pocos minutos con el fin de generar una costra externa (reacción de Maillard) y mantener el interior jugoso. Se acompaña con puré de papa, papas fritas o ensalada de lechuga, tomate y cebolla. Cuando se sirve con uno o dos huevos fritos encima o al costado, se lo llama «bife a caballo». Puede acompañarse con salsa chimichurri, especialmente cuando se hace a la parrilla.
Una variedad especial del churrasco es el bife a la criolla, que se cocinan en un caldo dentro de una olla o sartén, junto a papas, tomates y cebollas.

### Bolivia
En el Oriente de Bolivia, en los departamentos de Beni, Santa Cruz,  y Pando, también en casos en el Chaco boliviano, se le llama churrasco a la carne de res a la parrilla, que se sirve generalmente con yuca hervida y arroz batido con queso. No suele llevar salsas ni condimentos, sólo una pizca de sal y, a veces, limón.

### Brasil

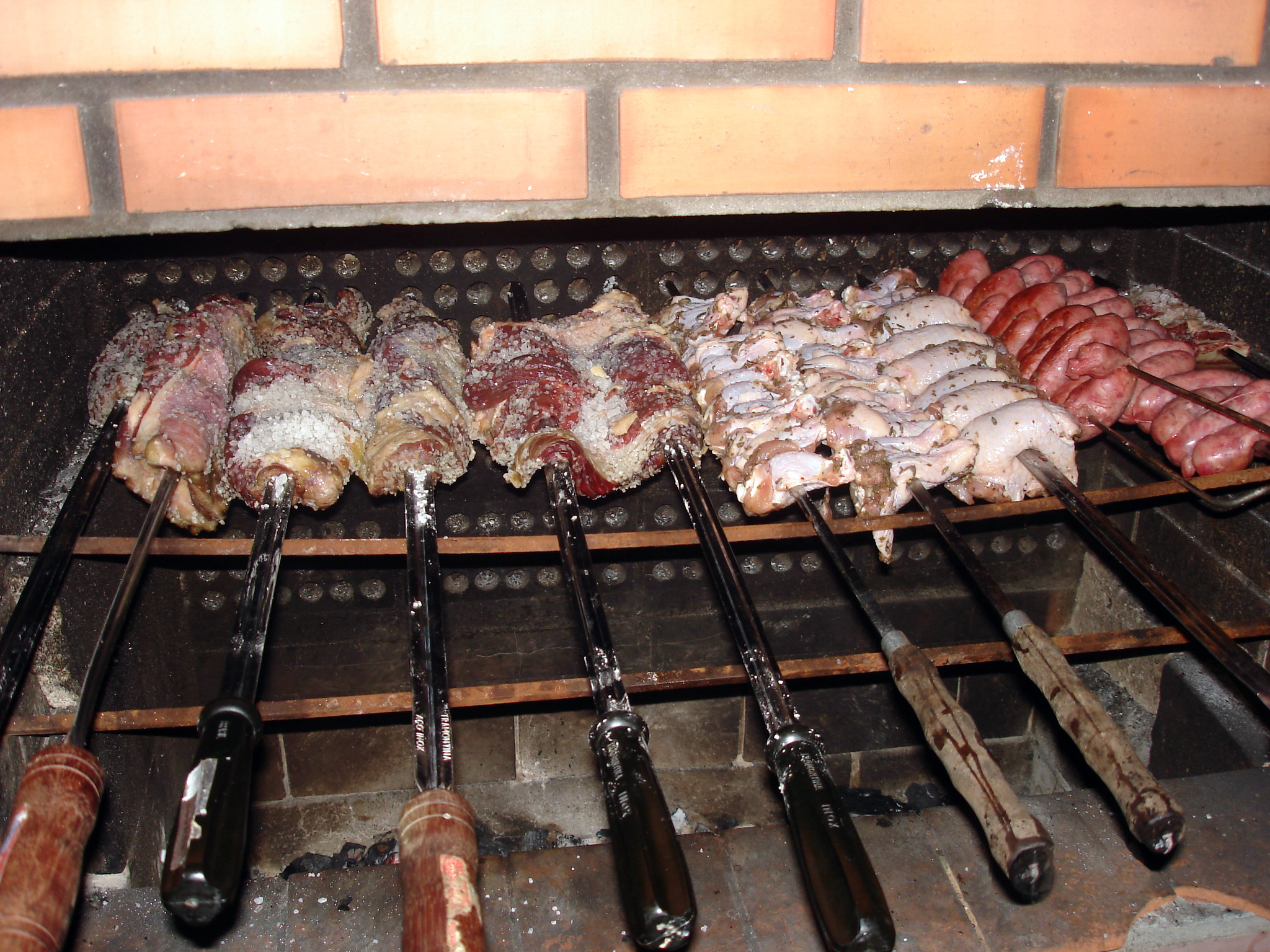
Churrasco al espeto en la región gaúcha de Brasil.

En Brasil, el churrasco, incluye carnes vacuna, de cerdo y pollo, y es habitual que vaya acompañado de piezas de chorizo criollo. Los restaurantes especializados se denominan «churrascarías». Una modalidad característica es el churrasco al espeto, en la cual la carne es atravesada por un hierro largo, que se coloca a poca distancia de las brasas, con el fin de girar la carne sobre sí misma a medida que se va cociendo.
En Brasil, el asado, llamado barbacoa (churrasco), se refiere a toda carne asada a la parrilla o directamente en el suelo, al estilo conocido como fuego molido o fuego al piso (fogo de chão en portugués), casi siempre en brochetas grandes, en la región sur, y a la parrilla en otras regiones.
Para el fuego, el uso del carbón vegetal es el más común, por la practicidad y facilidad de compra, pero los más tradicionalistas defienden el uso de la leña. También existen parrillas con otras fuentes de calor, como las que usan gas o resistencias eléctricas.
El condimento varía según el gusto y la costumbre local, y puede ser simplemente sal gruesa o refinada, hasta las fórmulas más elaboradas. Con mucho, se prefiere la carne de res, pero también se aprecian mucho la carne de cerdo, oveja, aves, así como los embutidos, como las salchichas.

### Chile

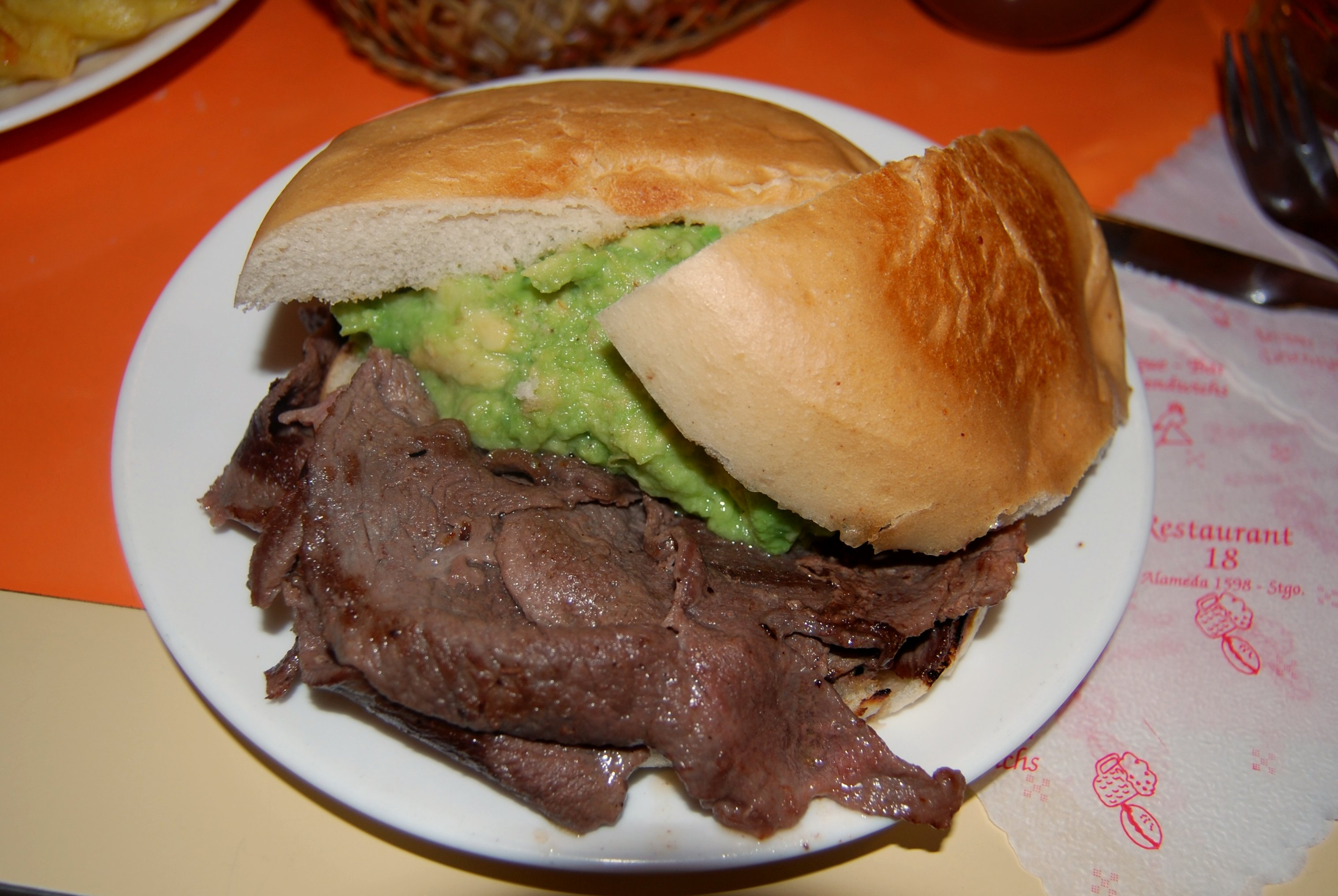
Churrasco chileno.

Por su parte, en Chile el churrasco se refiere a unos filetes delgados de carne de res (vacuno) con el cual se elaboran sándwiches que llevan el mismo nombre y se elaboran en pan frica, pan amasado, pan batido, marraqueta o hallulla. Cuando se elabora en pan de mesa o lengua (el de los completos) se le denomina as. Habitualmente el sandwich lleva también palta y tomate.

### Colombia
En Colombia generalmente denomina a un filete de lomo de vacuno, generalmente asado o a la parrilla, y suele acompañarse de papas fritas o a la francesa y chimichurri, también puede acompañarse de arroz, ensalada, distintos tipos de arepa, yuca, plátano, entre otros.

### Ecuador
En Ecuador denomina un plato en el cual el bistec está acompañado con papas fritas, arroz blanco, huevo frito, aguacate, ensalada de tomate y cebolla. Normalmente es carne a la plancha, pero se lo encuentra también, sobre todo en la costa, como carne estofada. Es muy típico de la cocina ecuatoriana.

### España

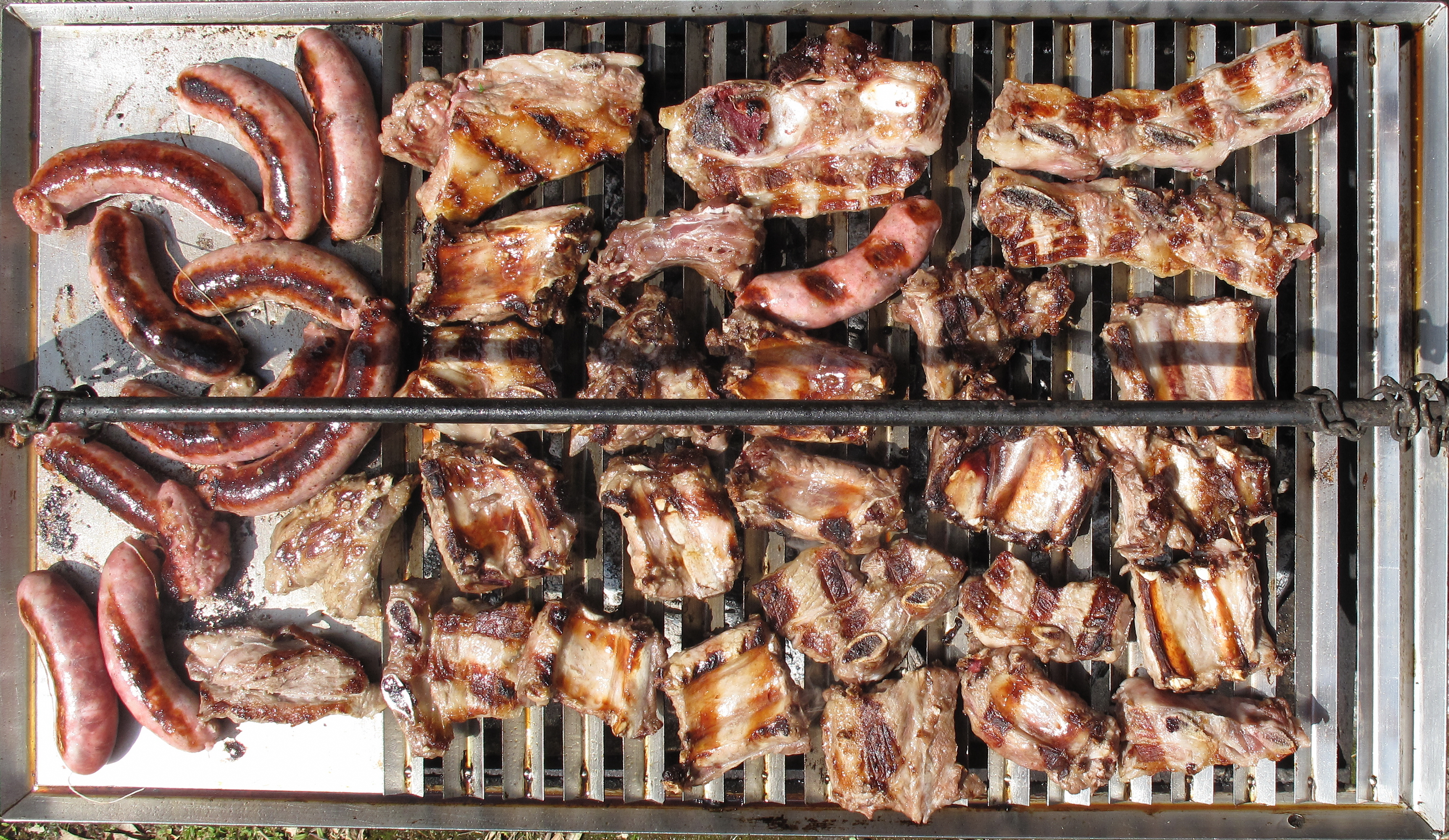
Churrasco en Galicia, España.

En España se elabora a partir del despiece que se obtiene de la falda de la ternera cortada transversalmente, incluyendo los huesos cartilaginosos del costillar. Galicia es conocida por su carne de ternera y cerdo, las cuales son preparadas a la parrilla y servidas con ensalada, patatas fritas y puede incluir como aliño la tradicional salsa de churrasco, hecha de vinagre, aceite de oliva, vino blanco y laurel.

### Venezuela
En Venezuela se suele preparar el llamado churrasco Santa Bárbara, el cual consiste en un corte de carne de res (solomo de cuerito) asado a la parrilla y acompañado de queso tipo palmita (un tipo de queso fresco propio del país) y plátanos maduros asados u horneados. También se acompaña con yuca hervida y guasacaca.[cita requerida]

### Uruguay
En Uruguay, la importante producción de carne vacuna hace que en la gastronomía uruguaya predominen los alimentos derivados de la ganadería, entre los cuales se encuentran la carne de cuadril, el asado, las costillas, las achuras, la ubre, la lengua y la molleja. La parrillada, un tipo de barbacoa, es quizás la comida más popular. La cocción se realiza con las brasas de la madera y no con carbón, como en el caso de la barbacoa. Tanto en Montevideo como en zonas del interior del país, es común encontrar restaurantes, bares y centros de comida donde la carne constituye el menú principal. Además, es muy frecuente que se organicen reuniones en las que se reúne dinero suficiente entre los invitados para auspiciar la parrillada o contribuir con su realización. Por lo general, el consumo de carne vacuna y porcina predomina notoriamente sobre los de otros animales. El asado con cuero es un método de cocción de la carne, característico de la tradición gaucha. Es un plato típico de la región rioplatense, en el que se asa carne vacuna u ovina con el cuero.